# Albert Ingham
Albert Edward Ingham (* 3. April 1900 in Northampton; † 6. September 1967 in Chamonix) war ein englischer Mathematiker, der sich mit analytischer Zahlentheorie und Analysis beschäftigte.

## Leben
Ingham besuchte ab 1919 mit einem Stipendium das Trinity College der Universität Cambridge (nach einigen Monaten als Soldat im Ersten Weltkrieg). Er tat sich in den Mathematical Tripos hervor und gewann den Smith-Preis. 1922 wurde er zum Fellow des Trinity College gewählt. Im selben Jahr wurde er bei John Edensor Littlewood promoviert. Danach widmete er sich einige Jahre ausschließlich der Forschung und besuchte auch die Universität Göttingen. 1926 wurde er Reader an der Universität Leeds. Ab 1930 war er wieder in Cambridge als Lecturer. 1953 wurde er Reader. Er starb während eines Wanderurlaubs in den Alpen.
Ingham beschäftigte sich mit der analytischen Zahlentheorie, speziell der Theorie der riemannschen Zetafunktion und der Primzahlverteilung (worüber er 1932 ein klassisches Lehrbuch verfasste), aber auch der Reihentheorie und Taubersätzen (Norbert Wiener folgend). 1937 verschärfte er die Abschätzung von Guido Hoheisel für die Differenz aufeinanderfolgender Primzahlen. 1919 gab er eine Methode an, wie man ein Gegenbeispiel für eine Vermutung von Pólya finden kann, mit der schließlich R. S. Lehman 1960 mit Hilfe eines Computers ein Gegenbeispiel auffand.
1945 wurde er in die Royal Society aufgenommen.
Zu seinen Doktoranden gehört Colin Brian Haselgrove.

## Schriften
On the distribution of prime numbers. Cambridge University Press (Cambridge Tracts), 1932.